# Șimleu Silvaniei
Șimleu Silvaniei (in ungherese Szilágysomlyó, in tedesco Schomlenmarkt) è una città della Romania di 16 248 abitanti, ubicata nel distretto di Sălaj, nella regione storica ungherese del Partium. 
Fanno parte dell'area amministrativa anche le località di Bic, Cehei e Pusta.

## Storia
Il primo documento conosciuto cita la città con il nome di Wathasomlyowa nel 1258.
La città è stata per molti secoli dominio ungherese della famiglia Báthory che vi possedeva un castello fatto costruire da Miklós, Voivoda di Transilvania, agli inizi del XIII secolo.
Il castello cadde in disuso nel 1592, quando i Báthory si fecero costruire un palazzo nel centro cittadino. Di esso rimangono soltanto le rovine.
Nel 1919 venne fondata a Șimleu Silvaniei il primo liceo di lingua romena del distretto.

## Luoghi d'interesse
- Le rovine del Castello Báthory
- Il Palazzo Báthory
- La Chiesa cattolica romana, del 1532
- La sinagoga, costruita nel 1876 in stile neoromanico
- Il Museo dell'Olocausto, il primo del genere della Romania, aperto nel settembre 2005 per volere di Alex Hecht e Adam Aaron Wapniak.[1]

## Amministrazione

### Gemellaggi
- Ungheria, Nyírbátor
- Ungheria, Szarvas